# Lancetes angusticollis
Lancetes angusticollis är en skalbaggsart som först beskrevs av Curtis 1839.  Lancetes angusticollis ingår i släktet Lancetes och familjen dykare. Inga underarter finns listade i Catalogue of Life.